# Вампіри Варшави. Таємниця таксі № 1051

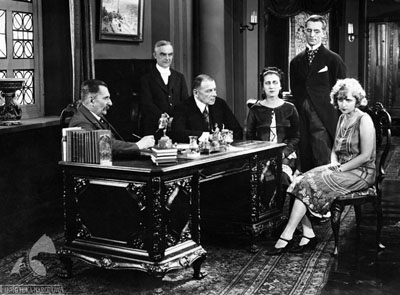
Кадр з фільму

«Вампіри Варшави. Таємниця таксі № 1051» (пол. Wampiry Warszawy. Tajemnica taksówki nr 1051) — польський німий фільм 1925 року, поставлений режисером Віктором Беганським. Фільм вважається таким, що не зберігся до нашого часу. Був одним з найпопулярніших фільмів В. Беганського, у якому відчувається вплив радянського кіно на творчість режисера.

## Сюжет
Двоє росіян аристократів-аферистів — княжна Татарська і барон Камілов — покидають Париж і вирушають до Варшави з метою залучити в шлюбні тенета багатого польського промисловця Прадовського і його доньку Уршулю (Урсулу), після чого вбити обох і заволодіти майном жертв. Закоханий в Уршулю адвокат намагається завадити змові. Усе закінчується добре, оскільки дворецький, випадковий вбивця, на смертному ложі визнав свою провину.

## У ролях
| Октавіан Качановський | ···· | промимловець Прадовський    |
| Галина Лабендзька     | ···· | Уршуля, донька Прадовського |
| Марія Бальцеркевич    | ···· | княжна Татарська            |
| Лех Оврон             | ···· | барон Камілов               |
| Іґо Сим               | ···· | адвокат Тадеуш Визевіч      |
| Маріан Керницький     | ···· | дворецький Антоні           |
| Вєра Погожанка        | ···· | Тоніа                       |
| Катажина Дворковська  | ···· | настоятелька монастиря      |
| Піотр Гриневич        | ···· | обвинувач                   |